# 大久保重五郎
大久保重五郎（おおくぼじゅうごろう）は日本の篤農家である。白桃や大久保桃の作出で知られる。

## 経歴

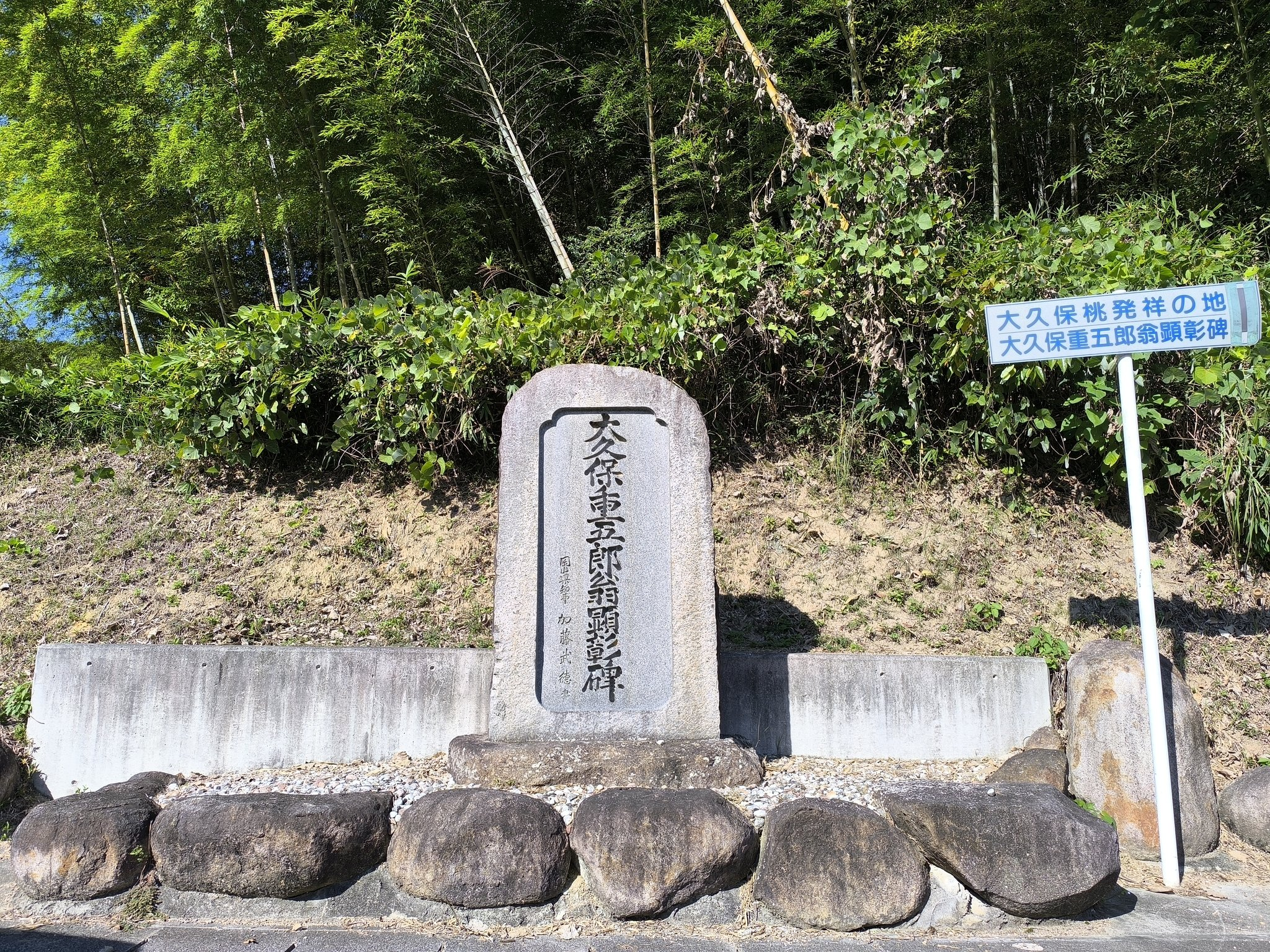
大久保重五郎翁顕彰碑（瀬戸町塩納）

1867年（慶応3年）、赤磐郡可真村弥上字山の池（現在の岡山市東区瀬戸町塩納）に生まれる。1880年（明治13年）に小山益太の門下生となり、1886年（明治19年）より山の池にて桃の品種改良につとめる。1899年（明治32年）に恩師小山益太よりもらい受けた上海桃より白桃を発見、1901年（明治34年）結実する。なお、この発見年に関しては1890年（明治23年）とする資料も存在する。
1902年（明治35年）ごろにはナシの赤星病対策のため日本で初めての薬剤噴霧器を考案し、それまでは薬液を浸した雑巾で拭っていた薬剤散布の効率を向上させた。また、1914年（大正3年）には大原奨農会（現在の岡山大学資源植物化学研究所）へ就任。そのころに摘果鋏、剪定鋏の新案なども行っている。
1924年（大正13年）に大原奨農会を退職し帰郷する。白桃の核の離れの悪さを改善すべく御津郡横井村の石谷来吉によって作出された離核水蜜桃と白桃を交配させた大久保桃を1907年（明治40年）に発見し、1927年（昭和2年）に発表した。当初は白水桃と名付けていたが、農業試験場の石川技師によって大久保桃と命名され、県下一円に普及した。
1945年（昭和20年）1月15日没。大久保の開発した桃は没後も栽培され続け、1960年代には全国で最も多くの作付面積を持つ品種であった。生誕地である瀬戸町塩納山の池地区には地元有志の手によって石碑が建てられている。